# Preis der Diana

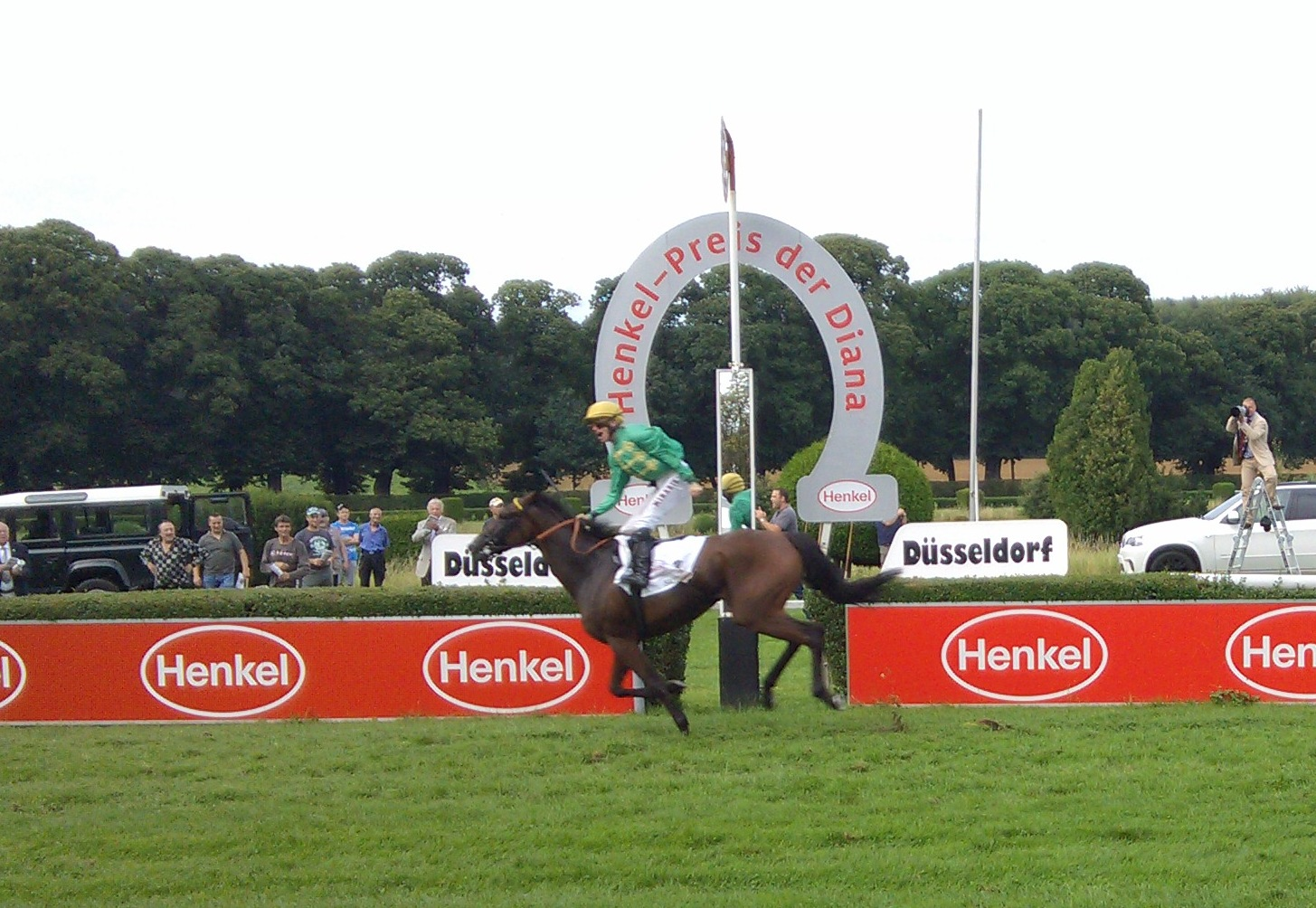
Zieleinlauf „Preis der Diana“ 2012, Filip Minarik auf „Salomina“

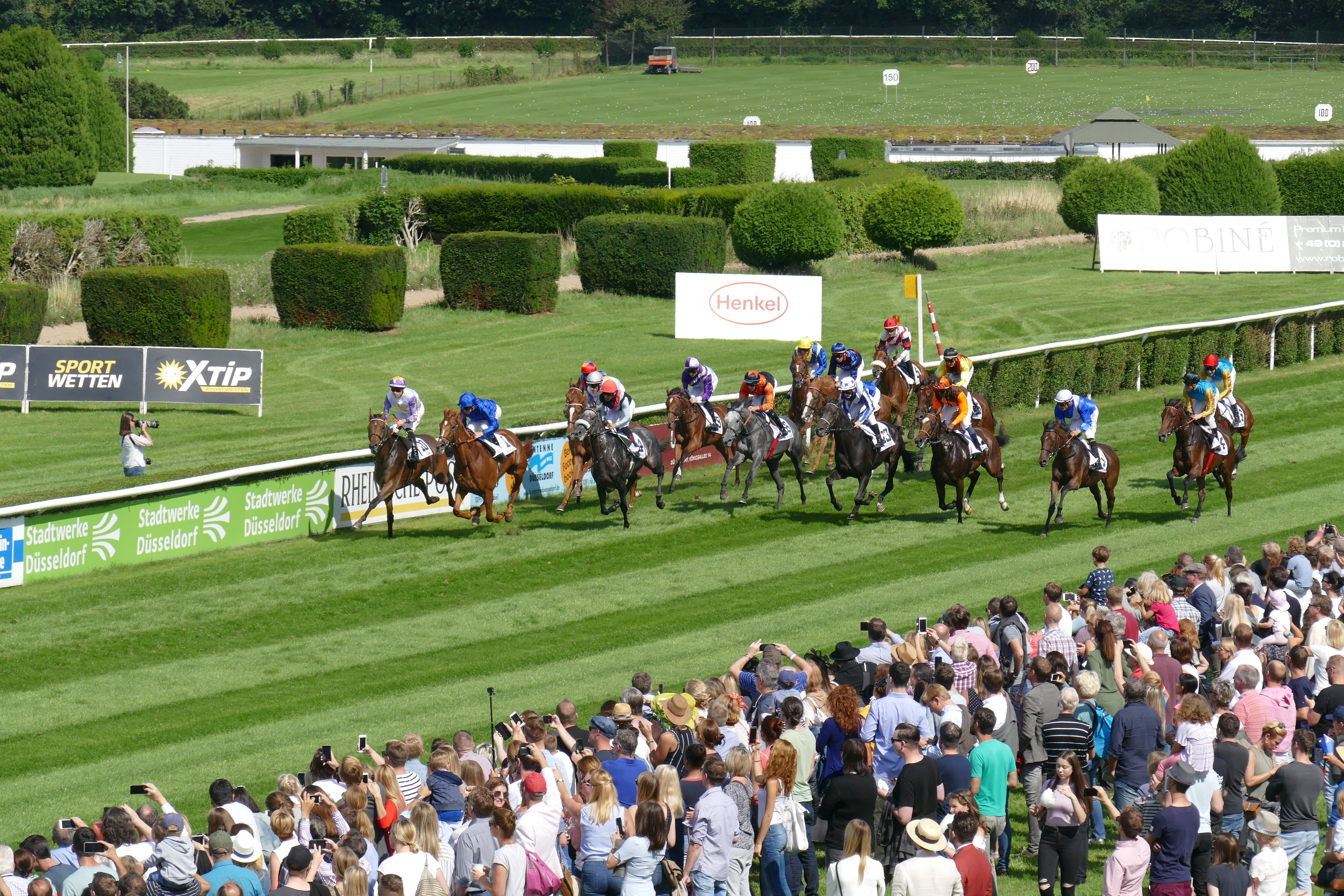
Start zum Preis der Diana 2017

Der Preis der Diana, auch als „Stutenderby“ oder „Deutsche Oaks“ bezeichnet, ist ein seit 1857 ausgetragenes traditionelles Galopprennen der Gruppe I in Düsseldorf, zu dem ausschließlich dreijährige Stuten der Rasse Englisches Vollblut zugelassen sind. Im Jahr 2022 war der Preis der Diana mit einer Summe von 500.000 € dotiert.

## Geschichte
Bis 1867 wurde das Rennen in Berlin-Tempelhof, von 1868 bis 1917 in Hoppegarten, von 1918 bis 1922 in Berlin-Grunewald und dann wieder von 1923 bis 1944 in Hoppegarten ausgetragen. Kriegsbedingt fiel das Rennen 1945 und 1946 aus. 1947 wurde das Rennen zum ersten Mal in Düsseldorf ausgetragen. Danach fand es von 1948 bis 2003 in Mülheim an der Ruhr statt, um nach zwei Jahren in Hamburg nach Düsseldorf zurückzukehren, wo es durch den dort ansässigen Konsumgüterhersteller Henkel großzügig gesponsert wird. Mit einer Gesamtdotierung von 500.000 € ist es nach dem Deutschen Derby das am zweithöchsten dotierte Galopprennen in Deutschland. Seit 2001 wird es in die höchste internationale Rennkategorie Gruppe I eingestuft, davor hatte es Gruppe-II-Status. Bis 1972 führte es über 2000 Meter, von 1973 bis 1976 über 2100 Meter und seit 1977 über 2200 Meter. Mit den „Epsom Oaks“ in England und Irland, dem Prix de Diane in Frankreich und den „Oaks d’Italia“ in Italien gibt es in den anderen klassischen Galoppsportländern ähnliche bis identische Rennen, die sich nur bei der gelaufenen Distanz und der Dotierung geringfügig unterscheiden.

## Doppelsiegerinnen
Nereide war die erste Stute, die neben dem Preis der Diana auch das Derby gewann. Sie gewann beide Rennen in Rekordzeit, aber während ihr Derby-Rekord 57 Jahre Bestand haben sollte, unterbot die ebenso legendäre Schwarzgold schon vier Jahre später Nereides Diana-Rekord um 0,6 Sekunden. Beide Zeiten sind die schnellsten, die in der langen Hoppegartener Ära des Rennens gelaufen wurden. Der dritten Doppelsiegerin Asterblüte gelang 1949 zusammen mit der ebenfalls vom Gestüt Schlenderhan stammenden Stute Aubergine das einmalige Kunststück alle 5 klassischen Rennen in einem Jahr zu gewinnen. Darüber hinaus belegte Aubergine im Derby auch noch den zweiten Platz. Die Ticino-Tochter Lustige war schließlich 1955 die vierte und vorerst letzte Doppelsiegerin. Borgia gewann 1997 zwar das Derby, wurde im Diana-Rennen aber mit 1,5 Längen Rückstand nur Zweite. Bereits vor Nereide kamen zwei Stuten dem begehrten Double sehr nahe. Nuages beste Tochter Alpenrose siegte 1922 im Preis der Diana und wurde im Derby nur um einen Kopf geschlagen. Noch knapper und vor allem sehr unglücklich scheiterte 1927 Libertas, das erste bedeutende Pferd des Gestüts Erlenhof und vom selben Vater wie Nereide gezogen. Im sogenannten Sumpfderby musste sie in einer Wasserlache starten und stürzte beim Start. Mit einer klaffenden Fleischwunde und großem Rückstand nahm sie die Verfolgung des Feldes auf und kam noch bis auf eine Nasenspitze an den Sieger Mah Jong heran. Auch beim Preis der Diana verlor Libertas beim Start über 10 Längen, konnte aber dennoch gewinnen. Die Hauptursache für die geringe Zahl an Doppelsiegerinnen war, dass die Nennungen für das Derby und den Preis der Diana schon sehr frühzeitig abgegeben werden mussten und erst seit wenigen Jahren die sehr kostspielige Möglichkeit besteht, ein Pferd für diese Rennen nachzunennen. Aus diesem Grund blieb z. B. der berühmten Herold-Tochter Sichel, die ihren Jahrgang nach Belieben dominierte, ein Start beim Derby verwehrt.

## Erfolgreiche Vaterpferde
Der vom Hauptgestüt Graditz aus Frankreich importierte Nuage ist das mit Abstand erfolgreichste Vaterpferd beim Preis der Diana. Insgesamt 6 seiner Töchter gewannen von bis 1916 bis 1926 das Rennen. Hinzu kamen zahlreiche Platzierungen unter den ersten Dreien. 1921 und 1926 gelangen seinen Töchtern sogar zwei Doppelsiege. Den einzigen Dreifachsieg in der Geschichte des Rennens errangen 1910 die Töchter des ebenfalls von Graditz importierten englischen Derbysiegers Ard Patrick. Mit jeweils drei erfolgreichen Töchtern liegen Paragone, Cambuscan, Herold, Fervor, Magnat und Ticino gemeinsam auf dem zweiten Platz in der Rangliste der Vaterpferde. Ticino hatte darüber hinaus noch eine bei den englischen Oaks erfolgreiche Tochter. Der erfolgreichste deutsche Deckhengst der letzten Jahrzehnte Monsun kann bislang neben zwei deutschen auch jeweils eine Siegerin in Frankreich und Italien vorweisen.

## 166. Preis der Diana 2023
Der 166. Preis der Diana 2023 fand am 4. August 2024 auf der Galopprennbahn Düsseldorf-Grafenberg statt. Es gewann Start-Ziel die von Maxim Pecheur für das Gestüt Röttgen trainierte, vom Gestüt Röttgen auch gezogene und von Martin Seidl gerittene Stute Erle (Reliable Man - Kizingo) vor Spanish Eyes und Lady Mary. Für Maxim Pecheur war es in seinem ersten Jahr als Trainer der bislang größte Erfolg, nachdem er dieses Rennen 2019 schon einmal als Jockey gewinnen konnte. Für Jockey Martin Seidl war es ebenfalls der erste Erfolg in diesem Rennen und der bislang größte seiner Karriere.

## Siegerliste
| Jahr      | Pferd            | Trainer                | Jockey                | Besitzer                                   |
| --------- | ---------------- | ---------------------- | --------------------- | ------------------------------------------ |
| 2024      | Erle             | Maxim Pecheur          | Martin Seidl          | Gestüt Röttgen                             |
| 2023      | Muskoka          | Henk Grewe             | Lukas Delozier        | Stall Golden Goal                          |
| 2022      | Toskana Belle    | Andreas Wöhler         | Kerrin McEvoy         | Australian Bloodstock                      |
| 2021      | Palmas           | Andreas Wöhler         | Eduardo Pedroza       | Gestüt Etzean                              |
| 2020      | Miss Yoda        | John Gosden            | Lanfranco Dettori     | Gestüt Westerberg                          |
| 2019      | Diamanta         | Markus Klug            | Maxim Pecheur         | Gestüt Brümmerhof                          |
| 2018      | Well Timed       | Jean-Pierre Carvalho   | Filip Minarik         | Stall Ullmann                              |
| 2017      | Lacazar          | Peter Schiergen        | Andrasch Starke       | Gestüt Zoppenbroich                        |
| 2016      | Serienholde      | Andreas Wöhler         | Eduardo Pedroza       | Gestüt Wittekindshof                       |
| 2015      | Turfdonna        | Andreas Wöhler         | Eduardo Pedroza       | Australian Bloodstock                      |
| 2014      | Feodora          | Andreas Wöhler         | Mirco Demuro          | Gestüt Etzean                              |
| 2013      | Penelopa         | Miltcho G. Mintchev    | Eduardo Pedroza       | Litex Commerce AD                          |
| 2012      | Salomina         | Peter Schiergen        | Filip Minarik         | Gestüt Bona                                |
| 2011      | Dancing Rain     | William J. Haggas      | Kieren Fallon         | Martin J.u.Lee A. Taylor                   |
| 2010      | Enora            | Torsten Mundry         | Terence Hellier       | Gestüt Röttgen                             |
| 2009      | Night Magic      | Wolfgang Figge         | Karoly Kerekes        | Stall Salzburg                             |
| 2008      | Rosenreihe       | Peter Schiergen        | Andrasch Starke       | Gestüt Wittekindshof                       |
| 2007      | Mystic Lips      | Andreas Löwe           | Andreas Helfenbein    | Stall Lintec                               |
| 2006      | Almerita         | Waldemar Hickst        | Darryll Holland       | Christoph Berglar                          |
| 2005      | Iota             | Peter Schiergen        | Terence Hellier       | Gestüt Schlenderhan                        |
| 2004      | Amarette         | Andreas Schütz         | Andreas Suborics      | Gestüt Schlenderhan                        |
| 2003      | Next Gina        | Andreas Schütz         | Andrasch Starke       | Gestüt Wittekindshof                       |
| 2002      | Salve Regina     | Andreas Schütz         | Richard Hills         | Gestüt Höny-Hof                            |
| 2001      | Silvester Lady   | Andreas Löwe           | Paul A. Johnson       | Stall Taunus                               |
| 2000      | Puntilla         | Harro Remmert          | Alexander Brockhausen | Dirk von Mitzlaff                          |
| 1999      | Flamingo Road    | Andreas Schütz         | Andrasch Starke       | Helmut von Finck                           |
| 1998      | Elle Danzig      | Andreas Schütz         | Andrasch Starke       | Gestüt Wittekindshof                       |
| 1997      | Que Belle        | Harro Remmert          | Kevin Woodburn        | Stall Stoof                                |
| 1996      | Night Petticoat  | Bruno Schütz           | Andrasch Starke       | Gestüt Wittekindshof                       |
| 1995      | Centaine         | Harro Remmert          | Kevin Woodburn        | M. Gräfin v. Stauffenberg u. Frau U. Stoof |
| 1994      | Risen Raven      | Heinz Jentzsch         | Peter Schiergen       | Gestüt Fährhof                             |
| 1993      | Arkona           | Hans Blume             | Olaf Schick           | Gestüt Ebbesloh                            |
| 1992      | Longa            | Heinz Jentzsch         | Andrzej Tylicki       | Gestüt Fährhof                             |
| 1991      | Martessa         | Andreas Wöhler         | Terence Hellier       | Gestüt Hof Heidendom                       |
| 1990      | Highness Lady    | Bruno Schütz           | Mark Rimmer           | Stall Ventura                              |
| 1989      | Filia Ardross    | Bruno Schütz           | Lutz Mäder            | Klaus Rohde                                |
| 1988      | Alte Zeit        | Hein Bollow            | Peter Remmert         | Stall Mühlengrund                          |
| 1987      | Majorität        | Hein Bollow            | Ralf Suerland         | Gestüt Erlengrund                          |
| 1986      | Comprida         | Heinz Jentzsch         | Andrzej Tylicki       | Gestüt Fährhof                             |
| 1985      | Padang           | Heinz Jentzsch         | Georg Bocskai         | Gestüt Fährhof                             |
| 1984 t.R. | Las Vegas        | Sven von Mitzlaff      | Patrick V. Gilson     | Stall Gamshof                              |
| 1984 t.R. | Slenderella      | Heinz Jentzsch         | Georg Bocskai         | Gestüt Schlenderhan                        |
| 1983      | Novelle          | Sven von Mitzlaff      | Peter Alafi           | Gestüt Erlengrund                          |
| 1982      | Ultima Ratio     | Sven von Mitzlaff      | Peter Alafi           | Gestüt Erlengrund                          |
| 1981      | Anna Paola       | Theo Grieper           | Peter Remmert         | Gestüt Röttgen                             |
| 1980      | Leticia          | Heinz Jentzsch         | Peter Remmert         | Gestüt Fährhof                             |
| 1979      | Alaria           | Georg Zuber            | Michael Rath          | Stall Weissenhof                           |
| 1978      | Trient           | Sven von Mitzlaff      | P. Cook               | Gestüt Bona                                |
| 1977      | Friedrichsruh    | Sven von Mitzlaff      | Peter Alafi           | Gestüt Zoppenbroich                        |
| 1976      | Princess Eboli   | Hein Bollow            | Jerzy Jednaszewski    | Margit von Batthyány                       |
| 1975      | Idrissa          | Heinz Jentzsch         | Joan Pall             | Gestüt Schlenderhan                        |
| 1974      | Loisach          | Sven von Mitzlaff      | Harro Remmert         | Stall Gamshof                              |
| 1973      | Oraza            | Georg Zuber            | W. Wickert            | Stall Rosenau                              |
| 1972      | Diu              | Theo Grieper           | Greville Starkey      | Gestüt Röttgen                             |
| 1971      | Kockpitt         | Hein Bollow            | Peter Remmert         | Gestüt Asta                                |
| 1970      | Gerona           | H. Danner              | B. Williamson         | Gestüt Römerhof                            |
| 1969      | Schönbrunn       | Heinz Jentzsch         | Peter Kienzler        | Gestüt Schlenderhan                        |
| 1968      | Ipanema          | Sven von Mitzlaff      | Oskar Langner         | Gestüt Waldfried                           |
| 1967      | On Dit           | Sven von Mitzlaff      | Lester Piggott        | Gestüt Charlottenhof                       |
| 1966      | Ordenstreue      | Sven von Mitzlaff      | Johannes Starosta     | Gestüt Zoppenbroich                        |
| 1965      | Indra            | Heinz Jentzsch         | Gerhard Streit        | Gestüt Schlenderhan                        |
| 1964      | Sabera           | Heinz Jentzsch         | Fritz Drechsler       | Gestüt Schlenderhan                        |
| 1963      | Lis              | Herbert Cohn           | Hans Hiller           | Gestüt Rösler                              |
| 1962      | Brisanz          | Heinz Jentzsch         | Oskar Langner         | Gestüt Charlottenhof                       |
| 1961      | Meraviglia       | Valentin Seibert       | G. Wolter             | Gestüt Waldfried                           |
| 1960      | Santa Cruz       | Graf Manfred Lehndorff | Fritz Drechsler       | Gestüt Röttgen                             |
| 1959      | Sommerblume      | Sven von Mitzlaff      | Gerhard Streit        | Gestüt Zoppenbroich                        |
| 1958      | Ivresse          | Valentin Seibert       | Gerhard Streit        | Stall Wolkenstein                          |
| 1957      | Thila            | Reinhold Vaas          | Josef van der Vlugt   | W. Eichholz                                |
| 1956      | Liebeslied       | Max Schmidt            | Hans Hiller           | Gestüt Rösler                              |
| 1955      | Lustige          | Gustav Reinicke        | Hans Hiller           | Gebrüder Buhmann                           |
| 1954      | Wildbahn         | Johannes Kuhr          | Hein Bollow           | Gestüt Ravensberg                          |
| 1953      | Naxos            | Adrian von Borcke      | Oskar Langner         | Gestüt Erlenhof                            |
| 1952      | Jana             | George Arnull          | Hein Bollow           | Gestüt Schlenderhan                        |
| 1951      | Armgard          | Max Schmidt            | Johannes Starosta     | Gebrüder Rösler                            |
| 1950      | Erlenkind        | Willy Wolff            | Kurt Narr             | Stall Elge                                 |
| 1949      | Asterblüte       | George Arnull          | Hein Bollow           | Gestüt Schlenderhan                        |
| 1948      | Aralia           | George Arnull          | Alfred Lommatzsch     | Gestüt Schlenderhan                        |
| 1947      | Königswiese      | Albert Schlaefke       | Kurt Narr             | Gestüt Röttgen                             |
| 1944      | Yngola           | George Arnull          | Gerhard Streit        | SS Gestüt Schlenderhan                     |
| 1943      | Contessa Pilade  | Rudolf Linke           | Willi Printen         | Frau R. Haniel v. Rauch                    |
| 1942      | Leibwache        | Anton Horalek          | Hein Bollow           | Peter Mülhens                              |
| 1941      | Scilla           | Hermann Hoch           | Georg Zuber           | Albert Dedow                               |
| 1940      | Schwarzgold      | George Arnull          | Gerhard Streit        | Gestüt Schlenderhan                        |
| 1939      | Tatjana          | Adrian von Borcke      | Willi Printen         | Gestüt Erlenhof                            |
| 1938      | Adlerfee         | Anton Olejnik          | Otto Schmidt          | Gestüt Ebbesloh                            |
| 1937      | Landmädel        | Ernst Grabsch          | Hans Zehmisch         | Hauptgestüt Graditz                        |
| 1936      | Nereide          | Adrian von Borcke      | Ernst Grabsch         | Gestüt Erlenhof                            |
| 1935      | Dornrose         | George Arnull          | Willi Printen         | Gestüt Schlenderhan                        |
| 1934      | Lehnsherrin      | Friedrich Fösten sr.   | Johannes Starosta     | Peter Mülhens                              |
| 1933      | Ausflucht        | James Cooter           | Otto Schmidt          | Gestüt Waldfried                           |
| 1932      | Faienza          | James Cooter           | Otto Schmidt          | Gestüt Waldfried                           |
| 1931      | Sichel           | Robert Utting          | Erich Boehlke         | Hauptgestüt Graditz                        |
| 1930      | Stromschnelle    | Robert Utting          | Otto Schmidt          | Hauptgestüt Graditz                        |
| 1929      | Antonia          | Robert Utting          | Erich Huguenin        | Hauptgestüt Altefeld                       |
| 1928      | Aditja           | Robert Utting          | Geza Janek            | Hauptgestüt Altefeld                       |
| 1927      | Libertas         | Friedrich Fösten sr.   | Ernst Grabsch         | Moritz J. Oppenheimer                      |
| 1926      | Note             | Hans Müller            | Erich Huguenin        | Max Friedheim                              |
| 1925      | Melanie          | Hans Müller            | Erich Huguenin        | Max Friedheim                              |
| 1924      | Ostrea           | Friedrich Fösten       | Otto Schmidt          | Gestüt Waldfried                           |
| 1923      | Falada           | Joseph Ott             | Johannes Staudinger   | Joachim Sander                             |
| 1922      | Alpenrose        | William Spademan       | Geza Janek            | Hauptgestüt Graditz                        |
| 1921      | Himmelblau       | Wilhelm Stamm          | Fritz Kasper          | Max Friedheim                              |
| 1920      | Orla             | Anton Horalek          | Anton Olejnik         | P. Lenz                                    |
| 1919      | Tulipan          | Charles Planner jr.    | Geza Janek            | Richard Haniel                             |
| 1918      | Edderitz         | Anton Horalek          | Fritz Kasper          | Max Friedheim                              |
| 1917      | Ayesha           | Charles Planner jr.    | Albert Schlaefke      | Richard Haniel                             |
| 1916      | Adresse          | Friedrich Fösten       | Julius Rastenberger   | Hauptgestüt Graditz                        |
| 1915      | Amphora          | Felix Maus             | Charles Korb          | Edwin Graf Henckel von Donnersmarck        |
| 1914      | Mon Désir        | Withers McCreery       | Fred Lane             | Simon Alfred Freiherr von Oppenheim        |
| 1913      | Orchidee II      | John Hyland            | George Archibald      | Simon Alfred Freiherr von Oppenheim        |
| 1912      | Einsicht         | John Hyland            | Tedd Rice             | Richard Haniel                             |
| 1911      | Angostura        | Reginald Day           | Frank Bullock         | Hauptgestüt Graditz                        |
| 1910      | Letizia          | Fred Darling           | Joseph Childs         | Gestüt Waldfried                           |
| 1909      | Ladylike         | George Walker          | Joseph Notter         | Gestüt Waldfried                           |
| 1908      | Waldkatze        | Reginald Day           | Charles Weatherdon    | Hauptgestüt Graditz                        |
| 1907      | Hochzeit         | Carl Seibert sr.       | John E. Boardman      | C. v. Lang-Puchhof u. A. v. Schmieder      |
| 1906      | Ibidem           | Frank Charles Arnull   | Charles Weatherdon    | Dr. James von Bleichröder                  |
| 1905      | Princess Heiling | Fritz Althof           | Charles van Dusen     | August Klönne                              |
| 1904      | Lucca            | George Johnson         | John E. Boardman      | Alfred von Kaulla                          |
| 1903      | Belomantie       | Harry Brown            | Herbert Brown         | Fürst Hohenlohe-Oehringen                  |
| 1902      | Eccola           | George Foster          | Nathan Hill           | Georg von Bleichröder                      |
| 1901      | Lore             | Giovannino Faraone     | William Smith         | Ulrich von Oertzen                         |
| 1900      | Ordonnanz        | Harry Brown            | Robert Utting         | Alfred Beit                                |
| 1899      | Hut ab           | Alfred Beeson          | Frank Peake           | C. v. Lang-Puchhof u. A. v. Schmieder      |
| 1898      | Gudrun           | George Sopp            | William Henry Jones   | Freiherr von Hartogensis                   |
| 1897      | Pfaueninsel      | Richard Waugh          | Charles Ballantine    | Hauptgestüt Graditz                        |
| 1896      | Seemärchen       | Alfred Beeson          | Rudolf Robinson       | Carl von Lang-Puchhof                      |
| 1895      | Waschfrau        | Richard Waugh          | Richard Hartley       | Hauptgestüt Graditz                        |
| 1894      | Migräne          | Alfred Beeson          | Rudolf Robinson       | Carl von Lang-Puchhof                      |
| 1893      | Ilse             | William Deans          | William Smith         | Freiherr von Münchhausen                   |
| 1892      | Forelle          | Richard Waugh          | Charles Ballantine    | Hauptgestüt Graditz                        |
| 1891      | Zenobia          | John C. Daley          | George Sopp           | Victor May                                 |
| 1890      | Glöcknerin       | Richard Waugh          | Charles Ballantine    | Hauptgestüt Graditz                        |
| 1889      | Eintracht        | James Cooter           | Harry Jeffery         | Victor May                                 |
| 1888      | Herzdame         | James Cooter           | George Sopp           | Victor May                                 |
| 1887      | Närrin           | Richard Waugh          | Charles Ballantine    | Hauptgestüt Graditz                        |
| 1886      | Matutina         | Fred Vivian            | George Sopp           | Hugo Graf Henckel von Donnersmarck         |
| 1885      | Hildburg         | Richard Waugh          | Harry Jeffery         | Hauptgestüt Graditz                        |
| 1884      | Gabernie         | John Reeves            | James Grimshaw        | Hugo Graf Henckel von Donnersmarck         |
| 1883      | Glocke           | Richard Waugh          | Harry Jeffery         | Hauptgestüt Graditz                        |
| 1882      | Flaminia         | Charles Hayhoe         | James Gough           | Arthur Joe                                 |
| 1881      | Dombrowa         | John Reeves            | Tom Busby             | Hugo Graf Henckel von Donnersmarck         |
| 1880      | Mereny           | Robert Hesp            | Tom Osborne           | Bela Graf Zichy                            |